# Федорково (Бєжаницький район)
Федорково (рос. Фёдорково) — присілок в Бєжаницькому районі Псковської області Російської Федерації.
Населення становить 15 осіб. Входить до складу муніципального утворення Бєжаницьке муніципальне утворення.

## Історія
Від 2005 року входить до складу муніципального утворення Бєжаницьке муніципальне утворення.

## Населення
| 2001 | 2002 | 2010 |
| ---- | ---- | ---- |
| 26   | ↘21  | ↘15  |